# Modello 730

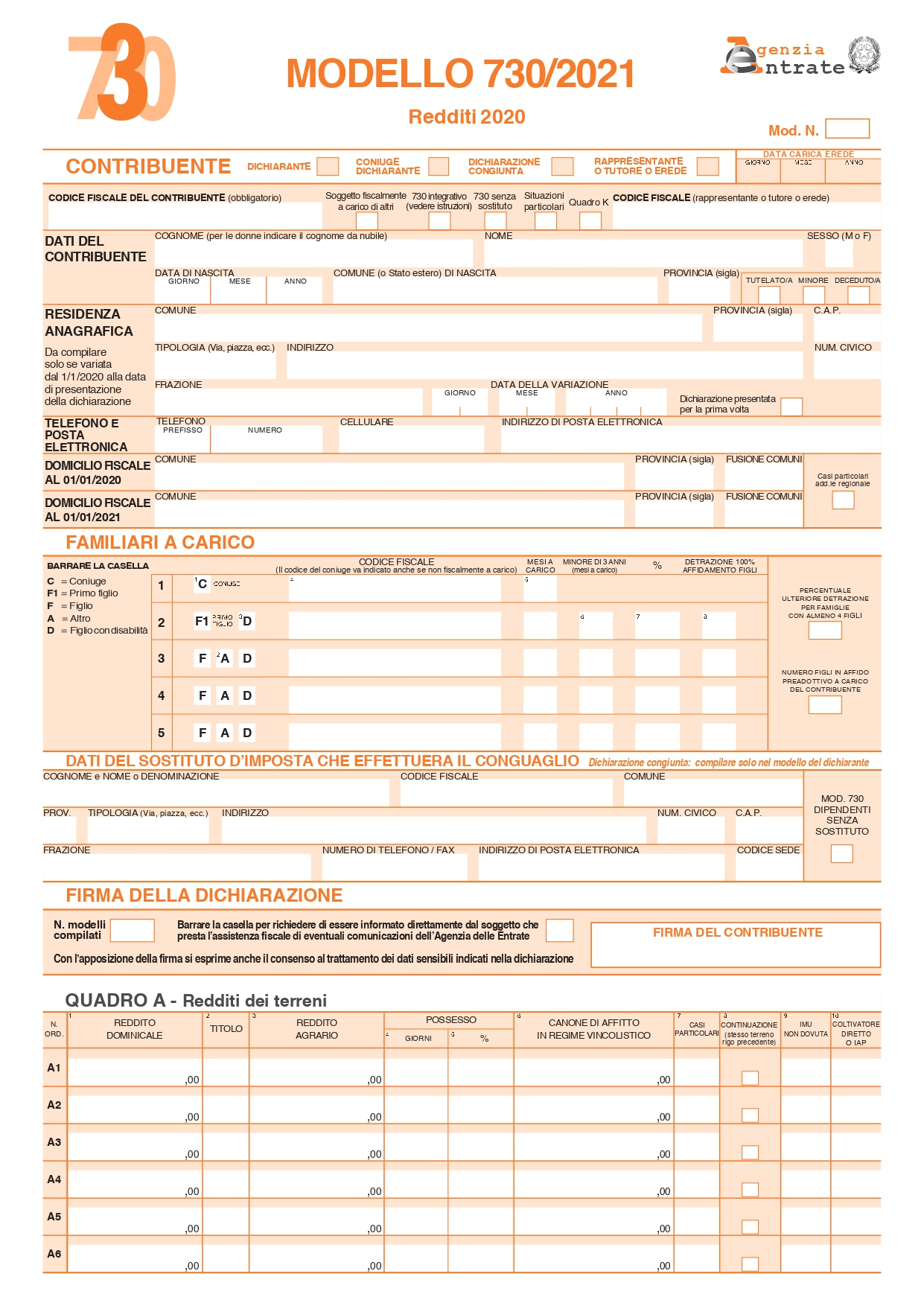
730 del 2021

Il Modello 730 è un modulo utilizzato in Italia per la dichiarazione dei redditi.

## Storia
Il modello 730 fu ideato durante un progetto di semplificazione avviata dal Ministero dell'economia e delle finanze e introdotto nel 1993 per la presentazione della dichiarazione dei redditi relativi all'anno 1992. Il modello 730 sostituì il modello 740 semplificato. Aveva, dunque, lo scopo principale di provvedere al rimborso delle imposte a favore dei dipendenti o pensionati dal sostituto d'imposta anziché dai vecchi uffici delle imposte. Il contribuente non deve più eseguire calcoli e riceverà (in caso di presentazione a credito) il rimborso dell'imposta direttamente sulla busta paga o sul rateo di pensione, nello stesso modo (in caso di presentazione a debito), gli saranno trattenute le somme da versare direttamente dalla busta paga o dalla pensione.
Nel 2014 è stata introdotta la possibilità di presentare il modello 730 anche senza sostituto d'imposta: il contribuente dovrà quindi provvedere a versare le imposte tramite F24 (in caso di presentazione a debito) oppure riceverà il rimborso direttamente dall'Agenzia delle Entrate (in caso di presentazione a credito).
Con il d.lgs. 21 novembre 2014, n. 175 inoltre, è stato introdotto il "730 precompilato" che il contribuente può compilare e spedire mediante i servizi telematici dell'Agenzia delle Entrate, senza intermediari.

## Soggetti interessati
È riservato a chi ha percepito nell'anno precedente alla presentazione:
- redditi di lavoro dipendente, di pensione e redditi assimilati (indennità di tipo previdenziale, borse di studio, assegno dell'ex-coniuge, ecc..)
- redditi dei terreni e dei fabbricati
- redditi di capitale (dividendi e utili di enti e società di capitali)
- redditi di lavoro autonomo senza partita Iva (prestazioni di lavoro autonomo non esercitate abitualmente)
- alcuni redditi "diversi"
- alcuni redditi a tassazione separata

In caso il contribuente abbia l'obbligo di presentazione della dichiarazione dei redditi, ma non i requisiti per la presentazione del modello 730, può essere necessario impiegare il cosiddetto modello Uni.Co.
Chi non possiede immobili o quote di essi, non è interessato dalla procedura.

## Struttura del modello
Aggiornato al modello 730/2021

### Quadro A - Redditi dei terreni
Il quadro A del modello 730 è quello nel quale devono essere dichiarati i redditi derivanti dai terreni agricoli e deve essere compilato:
- da chi detiene terreni situati nel territorio dello Stato a titolo di proprietà, usufrutto, enfiteusi o altro diritto reale; non deve essere compilato dal nudo proprietario per il quale il terreno non costituisce reddito;
- dall'affittuario che esercita attività agricola nel fondo in affitto e, in caso di conduzione associata, dall'associato;
- dal socio, dal partecipante dell'impresa familiare o dal titolare d'impresa agricola individuale non in forma di impresa familiare che conduce il fondo.

Non deve essere compilato per:
- i terreni che, in senso urbanistico, costituiscono pertinenza di fabbricati in quanto è ricompreso nel reddito degli stessi (es. cortili, giardini);
- i terreni, i parchi e i giardini aperti al pubblico o la cui conservazione è riconosciuta di pubblico interesse dal Ministero per i beni culturali, purché il proprietario non abbia ricavato alcun reddito dalla loro utilizzazione per tutto il periodo d'imposta.

### Quadro B - Redditi dei fabbricati e altri dati
Il quadro B del modello è destinato alla dichiarazione del reddito derivante dai fabbricati e deve essere compilato da tutti coloro che possiedono a titolo di proprietà, usufrutto o altro diritto reale, fabbricati situati nel territorio dello Stato che sono o devono essere iscritti nel catasto dei fabbricati, con attribuzione di rendita. Tra i diritti reali rientra, se effettivamente esercitato, il diritto di abitazione spettante al coniuge superstite; tale diritto si estende anche alle pertinenze dell'immobile adibito ad abitazione principale.
Devono compilare il quadro B anche:
- i soci di cooperative edilizie non a proprietà indivisa, in quanto assegnatari di alloggi assegnati dalla cooperativa con apposito verbale di assegnazione;
- gli assegnatari di alloggi a riscatto o con patto di futura vendita da parti di Enti (es. IACP, ex INCIS).

### Quadro C - Redditi di lavoro dipendente e assimilati
Il quadro C del Modello è quella nel quale devono essere dichiarati i redditi di lavoro dipendente e assimilati, i redditi di pensione e tutti quegli elementi, ad essi correlati, utili alla corretta determinazione dell'imposta. È suddiviso in sei sezioni distinte.

#### Sezione I
Devono essere dichiarati i redditi di lavoro dipendente, i redditi di pensione e i redditi equiparati ed assimilati al lavoro dipendente per i quali sono riconosciute le detrazioni per lavoro dipendente e/o pensione da rapportare al periodo

#### Sezione II
Devono essere dichiarati i redditi assimilati al lavoro dipendente, per i quali è riconosciuta la detrazione in misura fissa. (es. assegni percepiti dal coniuge, vitalizi percepiti per le cariche pubbliche elettive, compensi corrisposti ad alcune tipologie di giudici).

### Quadro D - Altri redditi
Nel quadro D devono essere indicati i redditi che, per la loro natura e per la tipologia di tassazione, sono molto diversi tra loro. È suddiviso in due sezioni distinte.

#### Sezione I
Devono essere indicati i redditi di capitale, i compensi di lavoro autonomo non derivanti da attività professionale e i redditi diversi.

#### Sezione II
Devono essere indicati i redditi soggetti a tassazione separata percepiti da eredi o legatari, imposte e oneri rimborsati e altri redditi a tassazione separata.

### Quadro E - Oneri e spese
In questo quadro devono essere indicate le diverse tipologie di spese sostenute dal contribuente, o dal familiare a carico, nel corso dell'anno fiscale precedente, che danno diritto a benefici fiscali espressi nella forma di oneri detraibili o dall'imposta o di oneri deducibili dal reddito. È suddiviso in sei sezioni distinte.

#### Sezione I
Spese per le quali spetta la detrazione d'imposta del 19%, del 26%, del 30% o del 35%
- Spese sanitarie
- Spese sanitarie per familiari a carico
- Spese sanitarie per persone con disabilità
- Spese veicoli per persone con disabilità
- Spese per l'acquisto di cani guida
- Spese sanitarie rateizzate in precedenza
- Mutui ipotecari per l'acquisto dell'abitazione principale
- Mutui ipotecari per l'acquisto di altri immobili
- Mutui contratti nel 1997 per recupero edilizio
- Mutui ipotecari per costruzione dell'abitazione principale
- Prestiti o mutui agrari
- Spese di istruzione
- Spese di istruzione Universitaria
- Spese funebri
- Spese per addetti all'assistenza personale
- Spese per attività sportive praticate da ragazzi
- Spese per intermediazione immobiliare
- Spese per canoni di locazione degli studenti universitari
- Erogazioni a favore di popolazioni colpite da eventi
- Erogazioni ad associazioni sportive dilettantistiche
- Contributi a società di mutuo soccorso
- Erogazioni alla Società "La biennale di Venezia"
- Spese relative a beni soggetti a regime vincolistico
- Erogazioni attività culturali - dello spettacolo - del settore musicale
- Spese veterinarie
- Spese per servizi di interpretariato
- Erogazioni ad istituti scolastici
- Contributi per il riscatto della laurea dei familiari a carico
- Rette per frequenza dell'asilo nido
- Erogazioni per l'ammortamento dei titoli di stato
- Assicurazioni sulla vita e contro gli infortuni
- Assicurazioni a tutela di persone con disabilità grave
- Assicurazioni rischio di non autosufficienza
- Abbonamento al servizio di trasporto pubblico
- Assicurazioni rischio di eventi calamitosi
- Spese per disturbo dell'apprendimento (DSA)
- Erogazioni a favore di ONLUS, partiti politici, organizzazioni del volontariato
- Spese per canoni di leasing

#### Sezione II
Spese e oneri per le quali spetta la deduzione dal reddito complessivo.
- Contributi previdenziali ed assistenziali
- Assegno al coniuge
- Contributi per addetti ai servizi domestici e familiari
- Erogazioni liberali a favore di istituzioni religiose
- Spese mediche e di assistenza specifica per persone con disabilità
- Contributi per previdenza complementare
- Spese per acquisto o costruzione di abitazioni date in locazione
- Erogazioni a ONLUS, associazioni di volontariato o di promozione sociale

#### Sezione III
- Spese per il riscatto di periodi non coperti da contribuzione (c.d. pace contributiva), per l'installazione di colonnine per la ricarica di veicoli elettrici;
- Spese per l'arredo degli immobili (ristrutturati o giovani coppie), IVA per l'acquisto di abitazione di classe energetica A o B per le quali spetta la detrazione del 50%.
- Spese per interventi di recupero del patrimonio edilizio, per misure antisismiche e bonus verde.

#### Sezione IV
Spese per interventi finalizzati al risparmio energetico

#### Sezione V
Detrazioni d'imposta per inquilini con contratto di locazione:
- inquilini di alloggi adibiti ad abitazione principale;
- lavoratori dipendenti che trasferiscono la residenza per motivi di lavoro.

#### Sezione VI
Altre detrazioni d'imposta:
- detrazione per spese di mantenimento dei cani guida;
- detrazione di affitto dei terreni agricoli ai giovani.

## Modalità di presentazione
Il modello 730 deve essere presentato:
- al proprio datore di lavoro/ente pensionistico, se questi hanno comunicato all'Agenzia delle entrate la propria disponibilità alla raccolta ed alla trasmissione telematica;[9]
- ad un centro di assistenza fiscale (CAF);[10]
- ad un professionista abilitato (consulente del lavoro, dottore commercialista, ragioniere o perito commerciale), dall'anno 2006;[10]
- personalmente, mediante i servizi telematici dell'Agenzia delle Entrate (730 precompilato).

L'assistenza fiscale offerta dal:
- datore di lavoro o dall'ente previdenziale consiste in un controllo formale, ossia senza esame dei documenti, della dichiarazione presentata ed è gratuita;
- CAF consiste in un controllo formale, con esame dei documenti, sui quali appone un timbro ed è a pagamento.

I CAF e i professionisti abilitati devono verificare la conformità dei dati esposti nelle dichiarazioni effettuate col modello 730 alla documentazione esibita dai contribuenti. Nei modelli 730 elaborati dai CAF o dai professionisti, quindi, vengono indicati, sulla base della documentazione esibita e delle disposizioni di legge, gli oneri deducibili e le detrazioni d'imposta spettanti, le ritenute operate, nonché gli importi dovuti a titolo di saldo o di acconto oppure gli acconti spettanti.
Nella selezione delle dichiarazioni da sottoporre a controllo formale, l'Amministrazione Finanziaria utilizza appositi criteri, diversificati rispetto a quelli utilizzati per la selezione delle dichiarazioni elaborate direttamente dal sostituto d'imposta per le quali non è stato rilasciato il visto di conformità.